# Colli Orientali del Friuli rosato superiore
Le Colli Orientali del Friuli rosato superiore est un vin rosé italien de la région Frioul-Vénétie Julienne doté d'une appellation DOC depuis le 20 juillet 1970. Seuls ont droit à la DOC les vins rouges récoltés à l'intérieur de l'aire de production définie par le décret. Les vignobles autorisés se situent au nord - est de la province d'Udine dans les communes de Tarcento, Nimis, Faedis, Povoletto, Attimis, Torreano, San Pietro al Natisone, Prepotto, Premariacco, Buttrio, Manzano, San Giovanni al Natisone et Corno di Rosazzo.
Le Colli Orientali del Friuli rosato superiore répond à un cahier des charges plus exigeant que le Colli Orientali del Friuli rosato, essentiellement en relation avec le taux d’alcool.

## Caractéristiques organoleptiques
- couleur : rosé avec une tendance vers un rouge cerise
- odeur : caractéristique, agréable, légèrement vineux
- saveur : sec, plein, agréable, harmonique, frais

Le Colli Orientali del Friuli rosato superiore se déguste à une température comprise entre 8 et 10 °C. Il se gardera 1 - 3 ans.

## Production
Province, saison, volume en hectolitres :
- pas de données disponibles